# Чакоански пекари
Catagonus wagneri је сисар из реда папкара и фамилије Tayassuidae. 

## Угроженост
Ова врста се сматра угроженом.

## Распрострањење
Ареал врсте је ограничен на мањи број држава. 
Врста има станиште у Аргентини, Боливији и Парагвају.

## Станиште
Станиште врсте су шуме. 